# Antonio Cassese

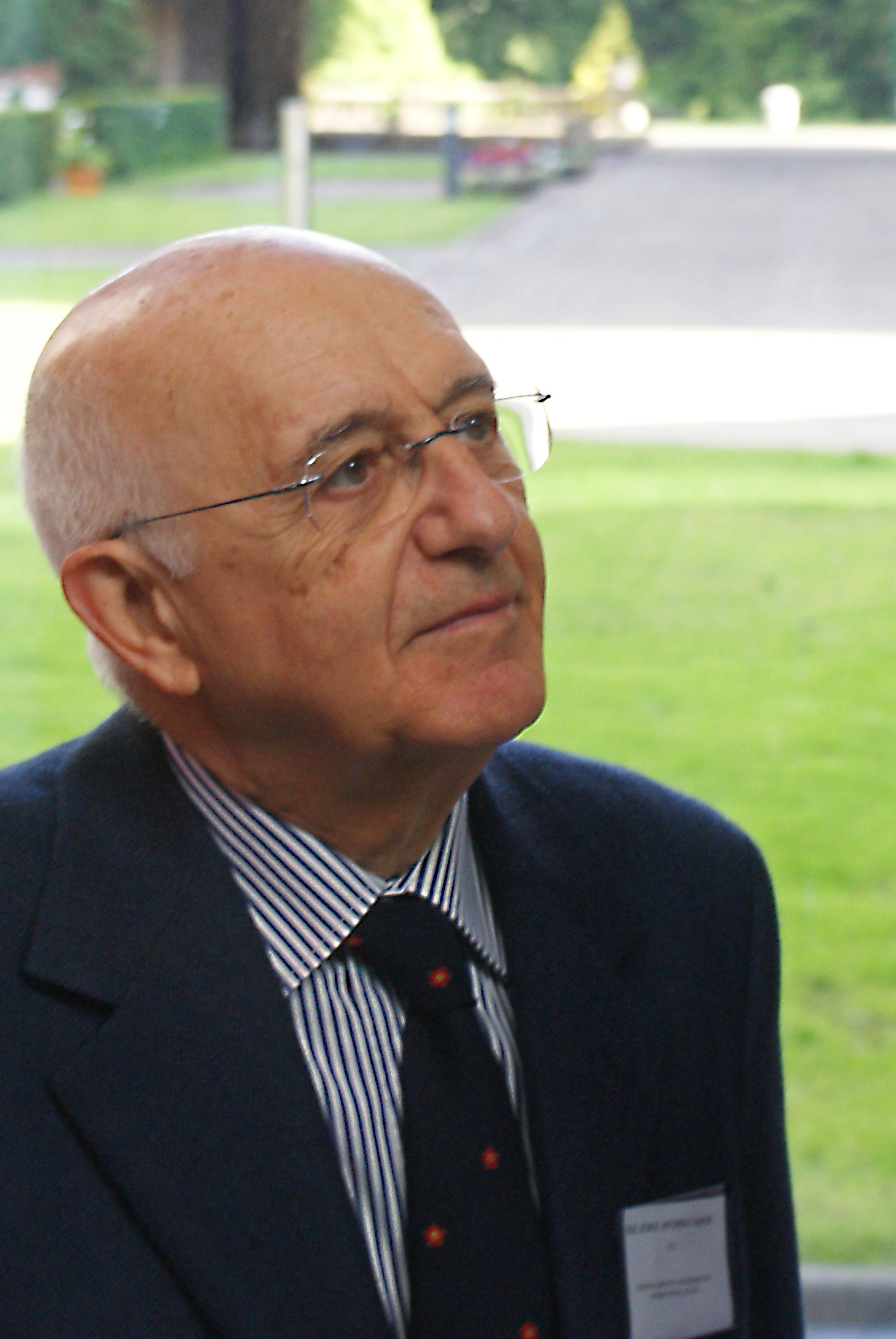
Antonio Cassese (2009)

Antonio Cassese (* 1. Januar 1937 in Atripalda; † 21. Oktober 2011 in Florenz) war ein italienischer Jurist und international anerkannter Experte im Bereich des humanitären Völkerrechts, der Menschenrechte und insbesondere des Völkerstrafrechts.
Er fungierte von 1964 bis 1972 als Dozent beziehungsweise Professor an der Universität Pisa und wirkte ab 1975 als Professor für Völkerrecht an der Universität Florenz. Von 1993 bis 2000 war er Richter am Internationalen Strafgerichtshof für das ehemalige Jugoslawien, dem er von 1993 bis 1997 als erster Präsident vorstand. Zwischen Oktober 2004 und Januar 2005 leitete er die Internationale Untersuchungskommission der Vereinten Nationen zum Darfur-Konflikt. Darüber hinaus fungierte er von März 2009 bis Oktober 2011 als Vorsitzender des Sondertribunals für den Libanon.
Ab 1995 war Antonio Cassese Mitglied des Institut de Droit international. Er wurde außerdem von verschiedenen Universitäten zum Ehrendoktor ernannt und erhielt 2005 das Großkreuz des Verdienstordens der Italienischen Republik.

## Leben
Antonio Cassese wurde 1937 in Atripalda als Sohn des Historikers Leopoldo Cassese geboren und absolvierte ein Studium der Rechtswissenschaften am Collegio medico-giuridico in Pisa. Nach einem Aufenthalt am Genfer Hochschulinstitut für internationale Studien fungierte er von 1964 bis 1972 als Dozent sowie von 1972 bis 1974 als Professor für Völkerrecht an der Universität Pisa. Seit 1975 ist er in gleicher Funktion an der Universität Florenz tätig. Von 1987 bis 1993 wirkte er in Florenz außerdem am Europäischen Hochschulinstitut. Außerdem war er Mitbegründer des European Journal of International Law sowie Gründer und Chefredakteur des Journal of International Criminal Justice.
Antonio Cassese vertrat darüber hinaus sein Heimatland bei verschiedenen internationalen Organisationen und Konferenzen. So gehörte er unter anderem von 1972 bis 1975 der UN-Menschenrechtskommission sowie in den Jahren 1974, 1975 und 1978 der italienischen Delegation in der Generalversammlung der Vereinten Nationen an. Von 1974 bis 1977 nahm er an der diplomatischen Konferenz in Genf teil, auf der die ersten beiden Zusatzprotokolle zu den Genfer Konventionen ausgearbeitet und beschlossen wurden. Beim Europarat leitete er von 1984 bis 1988 das Komitee für Menschenrechte und von 1989 bis 1993 das Komitee gegen die Folter.
Von 1993 bis 2000 war er Richter am Internationalen Strafgerichtshof für das ehemalige Jugoslawien, darunter von 1993 bis 1997 der erste Präsident des Gerichts. Damit leitete er das erste internationale Tribunal zur Bestrafung von Kriegsverbrechen und Verbrechen gegen die Menschlichkeit seit den Nürnberger Prozessen nach dem Ende des Zweiten Weltkrieges. Im Oktober 2004 wurde er vom damaligen UN-Generalsekretär Kofi Annan zum Leiter einer Internationalen Untersuchungskommission der Vereinten Nationen zur Untersuchung von Berichten über Verstöße gegen das humanitäre Völkerrecht und die Menschenrechte im Darfur-Konflikt eingesetzt. In ihrem im Januar 2005 veröffentlichten Bericht empfahl die Kommission dem UN-Sicherheitsrat die Überweisung der Situation in Darfur an den Internationalen Strafgerichtshof.
Ab März 2009 fungierte Antonio Cassese als Vorsitzender des Sondertribunals für den Libanon, das zur juristischen Aufarbeitung des Attentat auf den Fahrzeugkonvoi des früheren libanesischen Ministerpräsidenten Rafiq al-Hariri eingerichtet wurde. In dieser Funktion war er im Februar 2010 entscheidend an einer Zwischenentscheidung des Tribunals beteiligt, die von Rechtsexperten als Grundsatzurteil mit möglicherweise weitreichenden Konsequenzen für die Entwicklung des Völkerstrafrechts bewertet wurde. Dieser Entscheidung zufolge kann Terrorismus unter bestimmten Umständen als völkerrechtlicher Tatbestand bewertet werden und damit der Zuständigkeit internationaler Gerichte unterliegen. Im Oktober 2011 trat er aus gesundheitlichen Gründen vom Amt des Vorsitzenden des Tribunals zurück.
Antonio Cassese war verheiratet und Vater eines Sohnes und einer Tochter. Er starb im Oktober 2011 infolge einer Krebserkrankung. Sein Bruder Sabino Cassese ist Professor für Verwaltungsrecht und Richter am Italienischen Verfassungsgericht.

## Nachlass
Die Ehefrau von Antonio Cassese, Silvia Fano, hat im Jahr 2015 den Nachlass ihres Mannes beim Historischen Archiv der Europäischen Union  hinterlegt. Er ist zur Nutzung freigegeben.

## Auszeichnungen
Antonio Cassese wurde 1989 ordentliches Mitglied der Academia Europaea. Seit 1995 gehörte er dem Institut de Droit international an und erhielt die Ehrendoktorwürde der Erasmus-Universität Rotterdam (1998), der Universität Paris-Nanterre (1999), der Universität Genf (2000) und der Universität Athen (2006). Die Amerikanische Gesellschaft für internationales Recht (ASIL) verlieh ihm 1996 eine Verdiensturkunde (ASIL Certificate of Merit) für sein Buch „Self-determination of Peoples - A Legal Reappraisal“. Von der juristischen Fakultät der New York University wurde er 2004 zum Distinguished Global Fellow ernannt, drei Jahre später erhielt er von der Columbia University den Wolfgang Friedmann Memorial Award. Im Jahr 2009 wurde ihm der Erasmuspreis verliehen.
In seinem Heimatland erhielt er 2005 das Großkreuz (Cavaliere di Gran Croce) des Verdienstordens der Italienischen Republik und 2010 den Antonio-Feltrinelli-Preis.
Die Fachzeitschriften Journal of International Criminal Justice und European Journal of International Law veröffentlichten ihm zu Ehren eine Gedenkausgabe beziehungsweise eine Sammlung ihm gewidmeter Beiträge.

## Werke (Auswahl)
- Violence and Law in the modern Age. Cambridge 1988
- Human Rights in a changing World. Cambridge 1990
- Self-Determination of Peoples – A Legal Reappraisal. Cambridge 1999
- International Law. Oxford und New York 2001 (zweite Auflage 2005)
- International Criminal Law. Oxford und New York 2003 (zweite Auflage 2008)
- The Human Dimension of International Law. Oxford 2008
- The Oxford Companion to International Criminal Justice. Oxford und New York 2009
- Five Masters of International Law. Oxford und Portland 2011

## Weiterführende Veröffentlichungen
- Heikelien Verrijn Stuart, Marlise Simons: The Prosecutor and the Judge: Benjamin Ferencz and Antonio Cassese - Interviews and Writings. Amsterdam University Press, Amsterdam 2009, ISBN 9-08-555023-8
- Tamás Hoffmann: The Gentle Humanizer of Humanitarian Law: Antonio Cassese and the Creation of the Customary Law of Non-International Armed Conflicts. In: Carsten Stahn (Hrsg.), Larissa van den Herik (Hrsg.): Future Perspectives on International Criminal Justice. T.M.C. Asser Press, Den Haag 2010, ISBN 978-9-06-704309-0, S. 58–80